# National Golf Club Antalya
De National Golf Club Antalya is een golfclub in de provincie Antalya in Turkije.
De National werd in 1994 geopend en is de eerste club in Turkije die voldoet aan de eisen van de Europese PGA Tour. Sinds de opening zijn er al verschillende toernooien gespeeld die deel uitmaken van de Europese Tour en de Ladies European Tour.
Het ontwerp van de baan is van twee Noord-Ierse Tourspelers: David Feherty en David Jones. De baan loopt door een bos met veel pijn- en eucalyptusbomen. Langs hole 4 en hole 18 zijn lange meren aangelegd.
De club heeft een drivingrange met 40 plaatsen en een 9-holes par 3 baan.  

## Toernooien
- Turkish Airlines Challenge: 2014
- Turkish Seniors Open: 1996, 1997
- Turkish Ladies Open: 2008-heden